# Sergei Michailowitsch Scheideman
Sergei Michailowitsch Scheideman (auch: Scheidemann, russisch Сергей Михайлович Шейдеман; wissenschaftliche Transliteration Sergej Michajlovič Šejdeman, * 18. Augustjul. / 30. August 1857greg.; † 1922) war ein kaiserlich russischer Offizier, seit 1913 General der Kavallerie, und Armeeführer im Ersten Weltkrieg.

## Leben
Scheideman wurde am Militärgymnasium in Poltawa erzogen und schloss 1877 seine Ausbildung an der Michael-Artillerieschule in Sankt Petersburg ab, worauf er als Podporutschik einer Feldartillerie-Batterie zugeteilt wurde. Später kam er zur 3. Garde-Grenadier-Artilleriebrigade, mit der er am Russisch-Osmanischen Krieg von 1877/78 teilnahm. 1883 schloss er den Kurs an der Nikolaus-Generalstabsakademie als Stabskapitän ab und wurde dem Kiewer Militärbezirk zugeteilt, wo er höherer Adjutant im Stab der 11. Kavalleriedivision wurde. Von 1888 bis 1889 befehligte er eine Eskadron des 34. Staroduber Dragonerregiments, worauf bis 1892 eine Verwendung im Stab des II. Armeekorps folgte. Anschließend war Scheideman bis 1896 höherer Adjutant des Kiewer Militärbezirks und erreichte 1894 den Rang eines Obersts.
Von 1896 bis 1901 war Scheideman dann Stabschef der 4. Kavalleriedivision, anschließend für ein Jahr Kommandeur des 1. Moskauer Leib-Dragonerregiments. Die nächsten vier Jahre bis 1906 diente er im Stab des Moskauer Militärbezirks, zuletzt als Generalmajor in der Stellung des Distrikts-Generalquartiermeisters. Ende 1906 wurde Scheideman für zwei Jahre als Chef des Generalstabs in den Fernöstlichen (Cis-Amurischen) Militärbezirk versetzt und wurde hier 1907 zum Generalleutnant befördert. Von 1908 bis 1912 war er Kommandeur der 3. Kavalleriedivision in Kaunas. Im Mai 1912 übernahm er das im Wilnaer Militärbezirk stehende II. Armeekorps, das er auch zu Beginn des Ersten Weltkriegs führte.
Als Teil der russischen 1. Armee nahm Scheidemans Korps im August 1914 am Einmarsch in Ostpreußen teil. Nach dem Tod von General Samsonow, dem Befehlshaber der in der Schlacht bei Tannenberg zerschlagenen 2. Armee, wurde Scheideman zu dessen Nachfolger ernannt. Mit der 2. Armee kämpfte er in der Schlacht an der Weichsel im Raum Warschau–Nowogeorgiewsk und anschließend in der Schlacht um Łódź. Nach letzterer wurde er im Dezember 1914 abgesetzt und zum Kommandierenden General des I. Turkestanischen Armeekorps ernannt, welches er anschließend bis Juni 1917 führte, unter anderem in der Brussilow-Offensive des Jahres 1916. Anschließend wurde er in die Reserve des Kiewer Militärbezirks versetzt. Im November 1917 reaktiviert, führte er zeitweise die 10. Armee und trat im folgenden Jahr in die Dienste der im Aufbau befindlichen Roten Armee, für die er während des Bürgerkrieges Truppen im Raum Rjasan führte. Später wurde er verhaftet und starb wahrscheinlich im Gefängnis.